# Венгер (герб)
Венгер – шляхетський герб з нобілітації, різновид герба Наленч.

## Опис герба
У червоному полі покладена в коло срібна пов'язка з опущеними кінцями, що пов'язані знизу.
Клейнод: Рука в срібних латах тримає такий же спис із знаменом між двома срібними рогами оленя. Намет червоний, підбитий сріблом.

## Найбільш ранні згадки
Наданий Янові Венгерові 1613 року. Герб є результатом "усиновлення" до Наленча через Яна Остророга.

## Herbowni
Оскільки герб є власним, то ним користувався лише один шляхетський рід — Венгери (пол. Węgier).